# Embajada de Bolivia en México

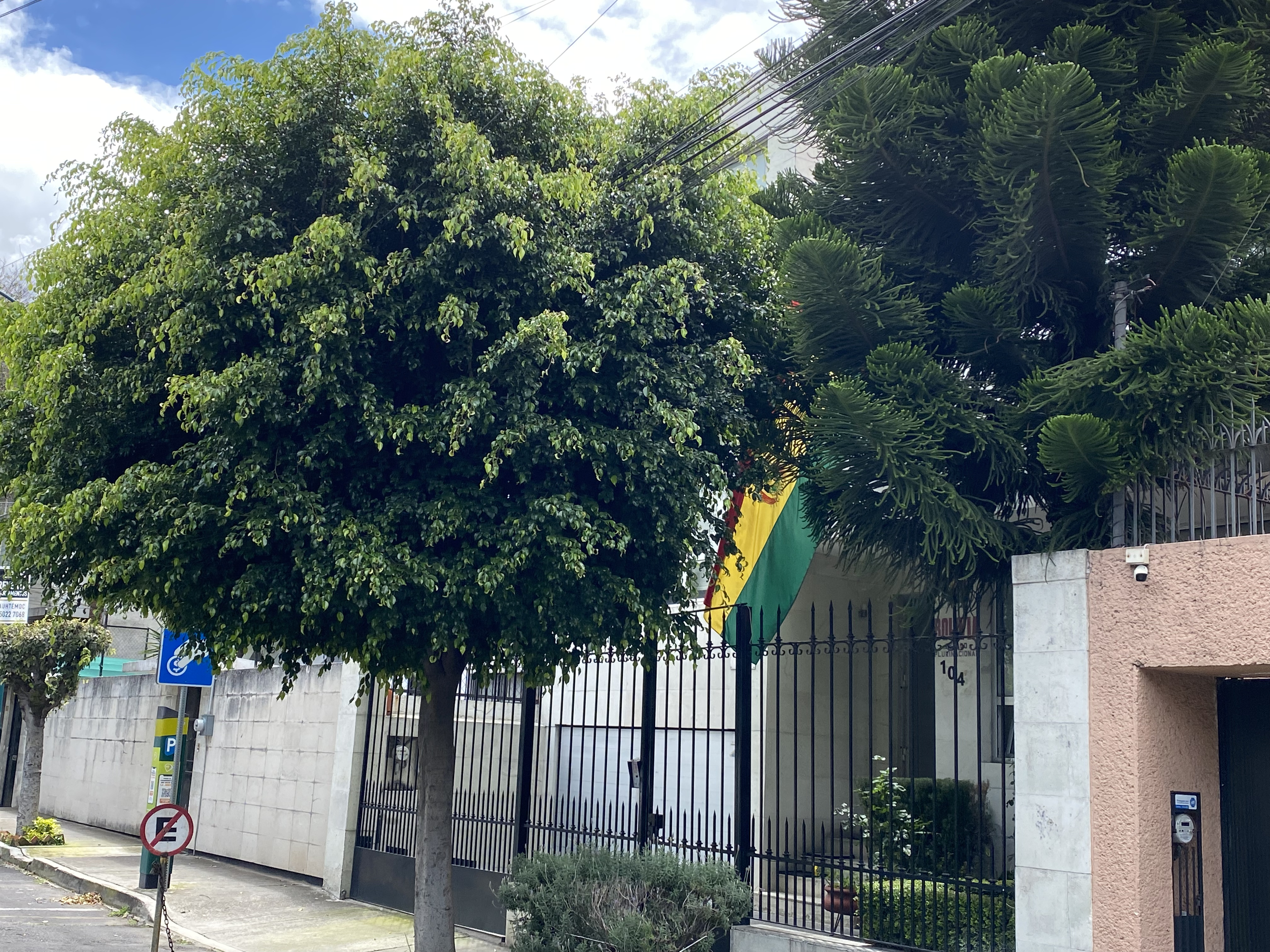
Embajada de Bolivia en la Ciudad de México

La Embajada de Bolivia en México es la representación diplomática del Estado Plurinacional de Bolivia dentro del territorio de los Estados Unidos Mexicanos.
El consulado es una dependencia del Ministerio de Relaciones Exteriores de Bolivia  con sede en la Ciudad de México. Entre las funciones que realiza esta oficial de registro civil, agente migratorio, notario de fe
pública y atención al ciudadano.
Desde 2016 la oficina se encuentra encabezada por el embajador José Crespo Fernández y como cónsul Ricardo Aguirre Olmos.